# Brownea excelsa
Brownea excelsa är en ärtväxtart som först beskrevs av Henri François Pittier, och fick sitt nu gällande namn av James Francis Macbride. Brownea excelsa ingår i släktet Brownea och familjen ärtväxter. Inga underarter finns listade i Catalogue of Life.